# 타르구타이 쿠릴투크
타르구타이 쿠릴투크(ᠲᠠᠷᠭᠣᠳᠠᠢ ᠬᠢᠷᠢᠯᠳᠣᠭ, 키릴 문자:Таргудай Хирилтуг, Tarqūtāī Qirīltūq, 한국 한자: 塔里忽台·乞鄰勒禿黑 탑리홀태 걸린륵독흑: 1132년? ~ 1201년?) 또는 '타르쿠타이 쿠릴투크(Таркутай-Кирилтук), 타르구타이 칸(ᠪᠣᠷᠵᠢᠭᠢᠨ ᠬᠠᠭᠠᠨ, Таргудай хаан)은 카마그 몽골 보르지긴씨족 타이치우드족(zh:泰赤乌部)의 족장이며 카마그 몽골의 제2대 칸인 암바카이 칸과 그의 후처인 어를바이(1099년? ~ 1177년?)의 손자이다. 정식 이름은 보르지긴 타르구타이(ᠪᠣᠷᠵᠢᠭᠢᠨ ᠲᠠᠷᠭᠣᠳᠠᠢ, Боржигин Таргудай)이다. 1171년? ~ 1182년 카묵 몽골의 지도자였으나 정식 칸으로 인정되지 않는다. 1201년까지 그는 카묵 몽골 대부분의 땅을 다스렸다.
1171년 예수게이가 타타르족에게 독살당한 이후, 몽골 지역을 거의 다 차지하였으나 몽골의 정식 지도자로 간주되지는 않는다. 칭기즈 칸의 가까운 친족으로 보르지긴 씨족 출신이며, 타이치우드 오복의 부족장이었다. 그는 예수게이 사후 그의 남은 가족을 버렸으며, 테무진이 벡테르를 살해한 일을 계기로 그를 투옥했으나, 탈출했다. 1192년 자무카 측에 가담했고, 1201년 자무카 등과 칭기즈 칸을 상대로 교전했으나 패하고 체포되었다. 
그의 이름 타르구타이는 중세 몽골어로 뚱뚱한 사람을 뜻하며, 쿠릴투그는 몽골어로 뚱뚱한 사람에서 유래했다는 설과 투르크어로 머리카락 자른 사람에서 유래했다는 설이 있다. 그는 뚱뚱하여 포자(胖子)라는 별명과, 질투를 상징하는 독흑(秃黑)이라는 별칭이 있었다.

## 생애

### 출생과 가계 배경
카묵 몽골의 카안인 암바가이 칸의 손자로 아달칸(Адалхан)의 아들 혹은 암바가이 칸의 다른 아들 카다안 타이시의 아들이다. 또다른 설에 의하면 타르구타이는 암바가이 칸의 아들이란 설도 있다. 몽골이 이란을 정복하고 세운 일 칸국의 사학자 라시드 웃딘은 페르시아어 사서 집사에서 그를 암바가이 칸의 아들 아달칸의 아들이라 한다. 그의 이름 타르구타이는 뚱뚱함을 뜻한다. 쿠릴투크는 몽골어로 비만, 뚱보를 뜻한다. 혹은 인색한 사람이라는 뜻도 있다. 인색함, 질투라는 뜻도 있다. 쿠릴투그가 투르크어의 머리카락 깎은 사람, 머리카락이 깎인 사람이라는 뜻에서 유래했다는 설도 있다. 타르구타이는 뚱뚱한 사람이었으며, 몽골비사에 의하면 말을 탈 수 없고, 수레에 타고 다니는 사람이라 한다. 일설에는 그의 어머니가 타르구트부 출신이라서 그의 이름이 타르구타이가 되었다는 설도 있다.
카묵 몽골의 창시자 카이두의 차남 차라카 링굼의 4대손으로, 카이두의 장남 바이싱고르 독신의 5대손이자 카불 칸의 증손자로, 후일의 칭기즈 칸이 되는 테무진과는 가까운 친족이었다.
타르구타이의 행적에 대한 기록은 단편적이다. 그런데 몽골비사, 수드린추간, 복드 바투르 비에르 다일산 등의 기록과 원사 등 여러 사료에서 모두 등장하며, 행적은 일치하게 적혀 있다. 라시드 앗 딘에 의하면 그는 키가 크고, 몸집이 매우 컸으며, 성격이 사납고 동족들과 자주 충돌, 갈등했으나, 극도로 용감하고 전투적인 인물이라 한다. 라시드 앗딘은 타르구타이는 탐욕스럽고 시기심이 많다고도 하였다.
1161년 쿠툴라 칸이 금나라, 타타르 연합군과 전쟁 중 전사하고 몽골 부족들은 몽골의 칸을 계승할 것인지에 대해 논의하기 시작했다. 암바가이 칸의 아들 카다안 타이시도 이미 사망한 상태였다. 이때 유력 후보로 타이치우드부의 연장자격인 타르구타이 쿠릴투그와 키야트족의 수장이자 훗날 칭기즈 칸이 되는 테무진의 아버지 예수게이 바하투르가 있었다. 그러나 누구를 새 칸으로 선출할지 의견통일이 되지 않았고, 이는 두 노얀 간의 적대감을 더욱 키웠다. 타르구타이는 타이치우드부의 지도자로서 삼촌 토다의 아들이자, 사촌 형제 쿠릴 바가투르, 안쿠 후쿠추와 함께 타이치우드부의 지도자였다.

### 카묵 몽골의 지도자
1171년에 타타르족의 메구진 세울투에게 예수게이가 독살당한 후, 몽올국은 해체되었고, 타르구타이는 몽골족의 족장이 되고 싶어했다. 타르구타이와 그의 친족 두두엔 기르테는 예수게이 바투르의 과부인 호엘룬, 소치겔을 아들들과 함께 부족에서 쫓아냈고, 타르구타이는 카마크 몽골 다수를 다스리는 이름없는 칸으로 군림했다. 그래서 타르구타이는 테무친을 쫓아내고 몽골족을 지배하게 되었다. 그는 몽골 지역을 거의 다 차지하였으나, 쿠릴타이로 선출되지 않았기에 몽골의 카안으로 간주되지는 않는다.
또한 1176년에 테무친이 이복형 벡테르를 활로 쏴 죽이는 사건이 발생하자 이를 빌미로 테무친 일가를 습격해 테무친을 잡아 노예로 삼아 버렸다. 테무진은 도망쳐 숲속에 숨어 있었지만, 굶주림을 이기지 못하고 그에게 발각됐다. 그는 테무진의 팔과 목에 족쇄를 채우고, 각 가정에 하룻밤씩 머물게 했다. 타르구타이와 몽골 부족이 음력 보름인 붉은 원의 날을 맞아 잔치를 벌이던 틈을 타, 테무진은 자신을 지키던 연약한 감시자를 칼로 기절시키고 도망쳤다. 테무진은 타이치우드부 주민 중 소르칸 시라의 도움으로 탈출에 성공했다. 테무친이 노예에서 벗어나기 위해 도망치자 타르구타이는 테무친을 죽이기 위해 테무친을 쫓기 시작했다. 테무친은 오논 강에 숨어 있다가, 소르칸 시라와 그의 아들 침바이와 치라운, 딸 카다안 등의 도움으로 타르구타이의 손아귀에서 벗어나게 된다.

### 생애 후반
힘을 키운 테무친이 자무카와 대립하자 1192년 달란 발주드 전투(Далан балжуд, 13익의 전투) 때 그는 자무카 측에 가담했다. 1201년에 타르구타이는 타이치우드부의 다른 지도자 아우추 바투르, 호둔 오르찬, 후두다르, 메르키트족의 토크토아 베키와 함께 자다란족의 자무카를 구르 칸으로 추대했다. 그러나 타이치우드부는 1201년 쿠이텐 전투(Хүйтэний тулаанд)에서 처참히 패배하였고 타르구타이의 부하였던 제베는 테무친의 부하가 되었다. 타르구타이는 부하였던 시르구에투와 나야아에게 사로잡힌 뒤에 습지로 쫓겨났다.
메르키트부의 토크토아 베키가 그를 지원해주었다. 1202년 오논 강 근처에서 테무진 일파와 교전했으나 패배했다. 그해 테무진과의 교전 중 쿠이텐 전투에서 사로잡혔다. 
전설에 의하면 타르구타이 쿠릴투그 본인은 숲으로 도망쳤지만, 결국 타이치우드 부족 노인 혹은 바린부(Баарин) 사람 시르구에투 에부겐(Ширгуэту Эбугеном)과 그의 아들 알락(Алаком), 나야(Наяа)에 의해 붙잡혔다. 타르구타이의 형제들, 아들들은 그를 구하려 이들을 포위했지만, 타르구타이는 시르구에투에게 죽임을 당할 위협을 받고 후퇴를 명령했다. 처음에 시르구에투는 타르구타이를 칭기즈 칸에게 넘기려 했으나, 시르구에투의 아들 나야가 오히려 배신 혐의로 처형당할까 두려워하여 만류했고, 결국 타르구타이를 풀어줬다고 한다.
라시드 웃딘에 의하면 테무진 군대가 타르구타이-키릴투흐와 후두다르(Худудара)의 군대를 추격해 울룽쿠스-투라스(Улункут-Турас) 지역에서 그들을 체포했다 한다. 혹은 사준사구의 1인인 치라운이 던진 창에 아랫배, 혹은 허벅지를 맞고 말에서 떨어져 중상을 입고, 곧 사망했다. 라시드 앗딘에 의하면 치라운이 창으로 그의 하복부, 혹은 다리를 찌른 다음 창을 놓아서 창끝이 땅에 닿자, 그 움직임으로 타르구타이가 말에서 떨어졌다 한다. 일설에는 생포되었다고 한다. 테무친에게 사로잡혀 바쳐졌다고는 하나, 테무친의 군사들에 의해 패한 직후에 죽었다는 설도 있다.

### 사후
타르구타이와 같이 타이치우드부를 이끌던 쿠두다르도 전사했으며, 쿠릴 바가투르는 살아남은 타이치우드씨족의 일부를 이끌고 나이만으로 도주했다. 후대에 편찬된 원사 107권의 (보르지긴) 왕족 열전에도, 몽골비사, 황금사 등에도 그의 후손들의 이름은 나타나지 않는다.

## 같이 보기
- 카마크 몽골
- 암바가이 칸

## 참고 자료
- 몽골비사

| 전임 재종숙부 호툴라 칸 | 보르지긴의 타이치우드 씨족장 1161년 ~ 1201년 | 후임 - |

| 전임 재종숙부 호툴라 칸 | 카묵 몽골의 통치자 (실질적으로는 1201년까지 몽골 지역을 차지했었음) 1171년? ~ 1182년 | 후임 삼종질 칭기즈 칸 |

1. ↑  Рашид аддин. Судрын чуулган. Орос хэлнээс орчуулсан Ц.Сүрэнхорлоо. УБ., 2002. т. 137
2. ↑  Рашид ад-Дин. Сборник летописей. Архивировано 19 сентября 2016 года.
3. ↑  Рашид ад-Дин Сборник летописей.